# Ehrendorferia chrysantha
Ehrendorferia chrysantha är en vallmoväxtart som först beskrevs av William Jackson Hooker och Arn., och fick sitt nu gällande namn av J. Rylander. Ehrendorferia chrysantha ingår i släktet Ehrendorferia och familjen vallmoväxter. Inga underarter finns listade i Catalogue of Life.

## Bildgalleri

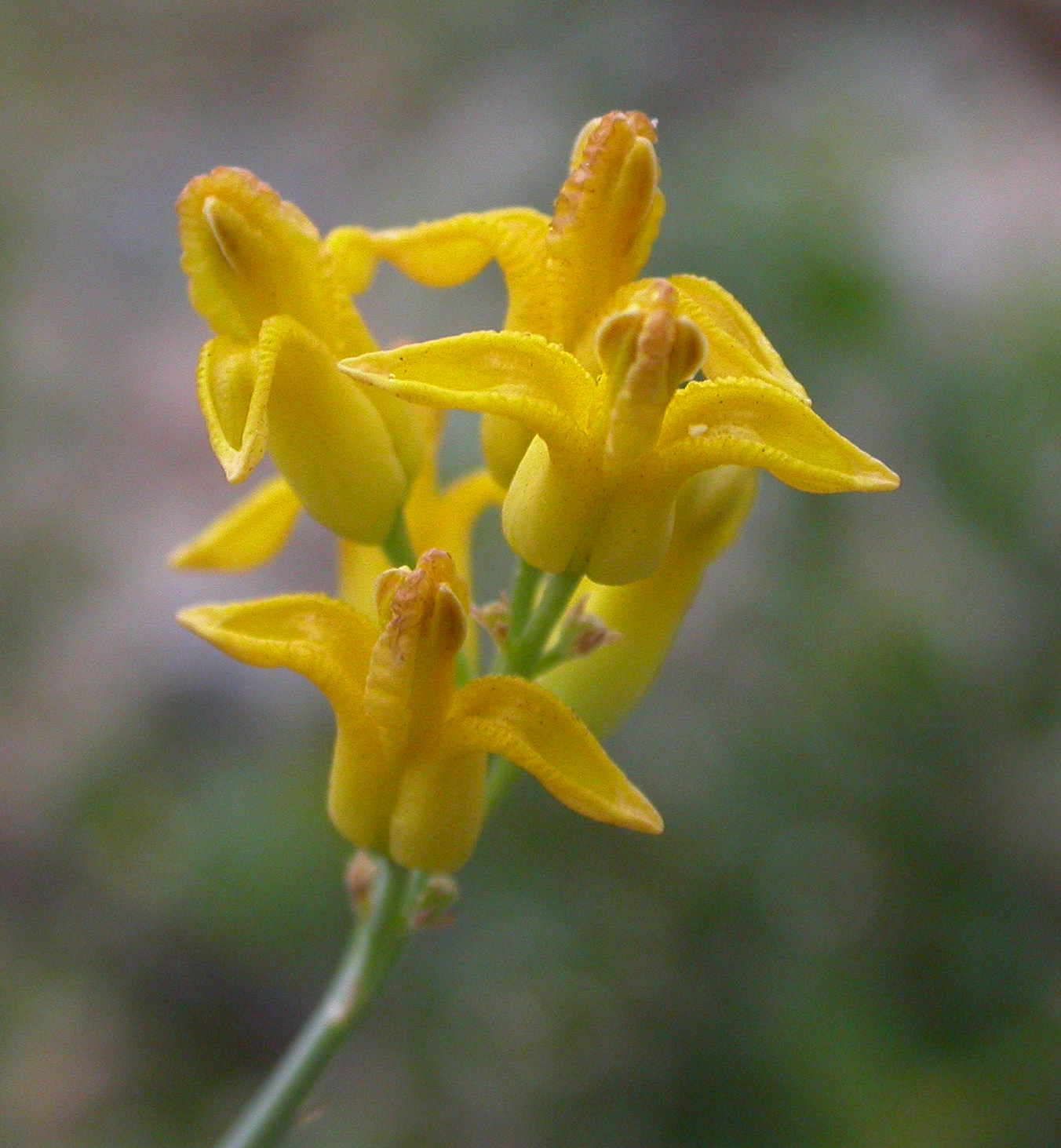
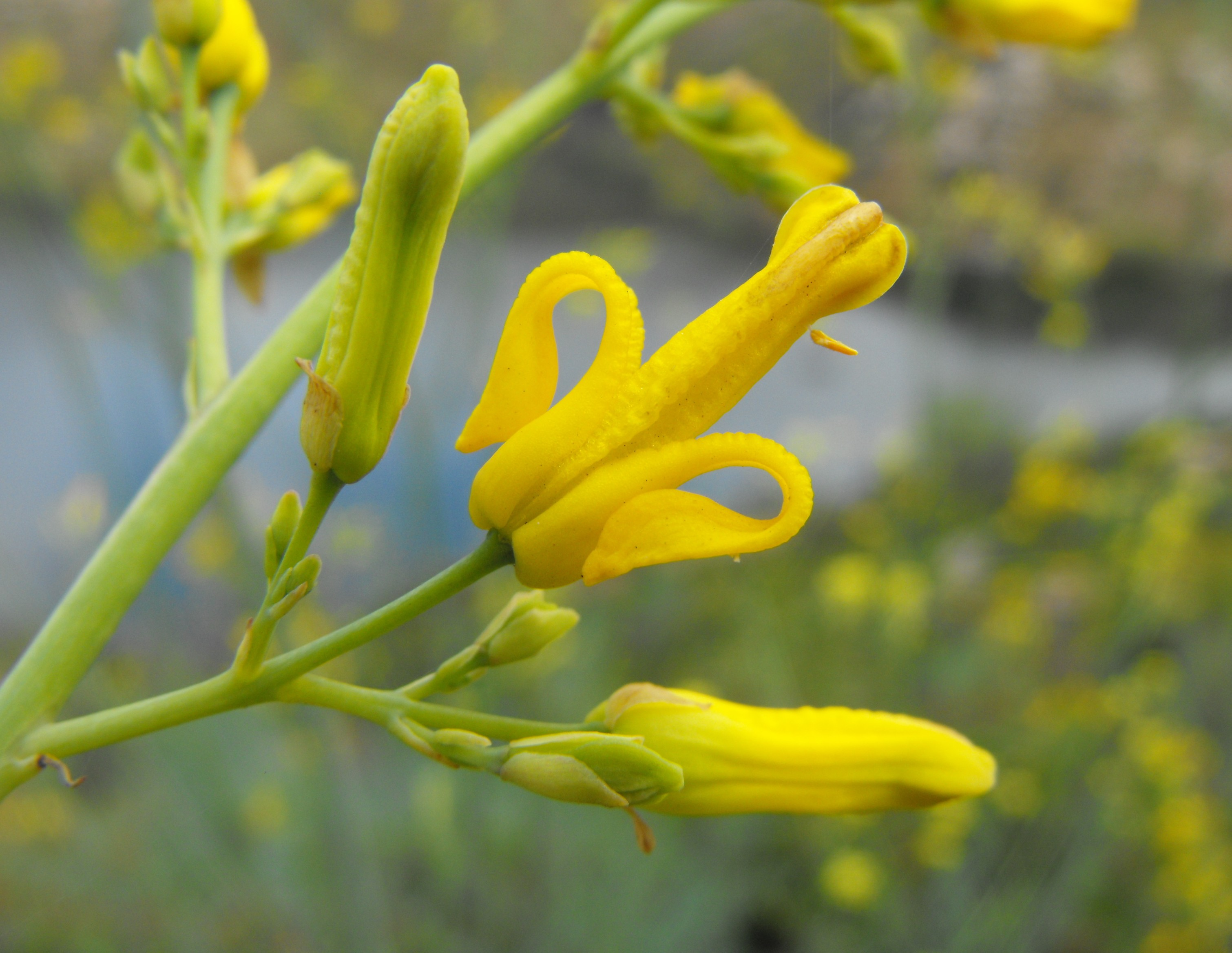
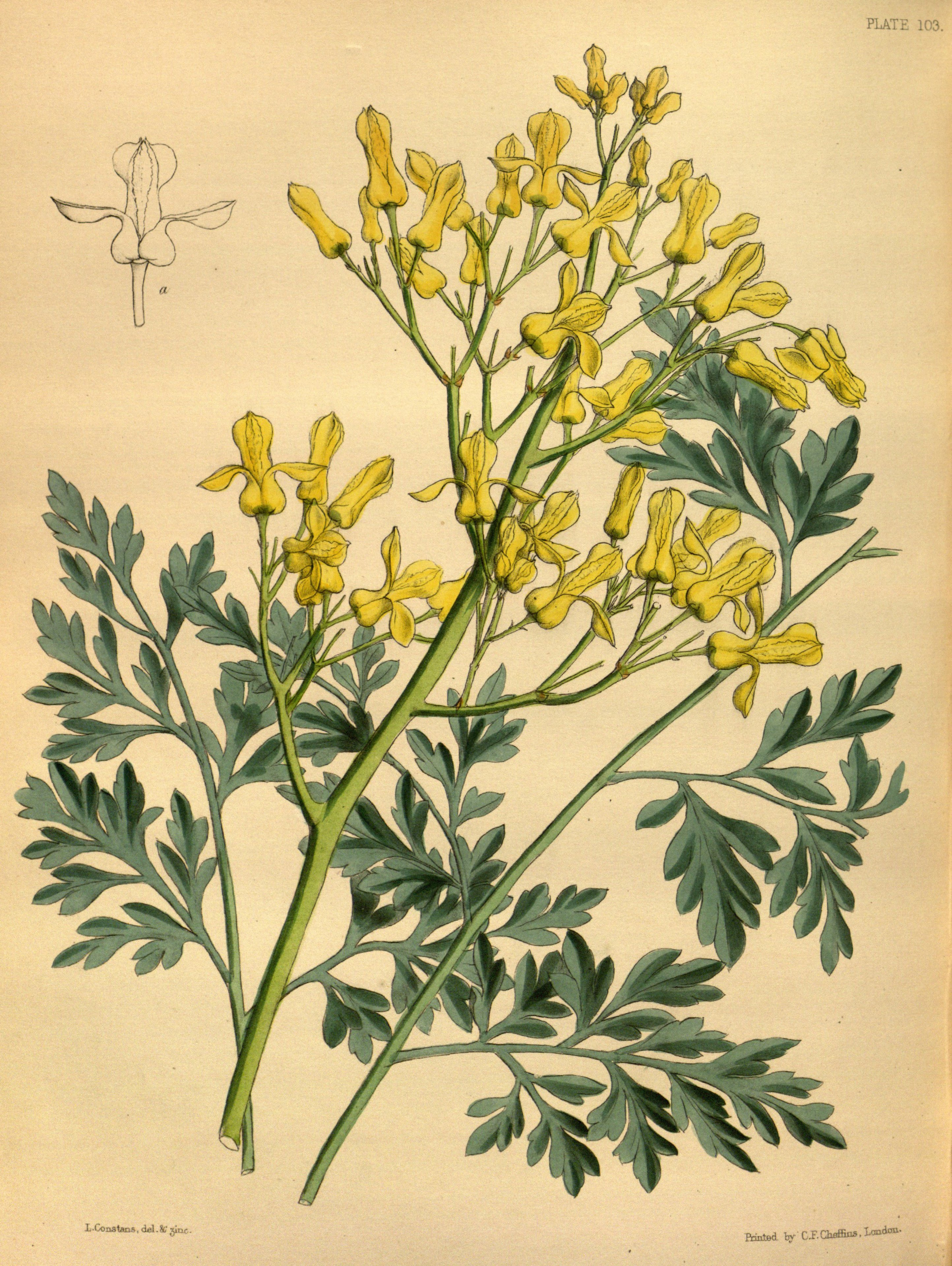